# Cormoz
Cormoz település Franciaországban, Ain megyében. Lakosainak száma 704 fő (2022. január 1.). Cormoz Beaupont, Foissiat, Lescheroux, Pirajoux, Saint-Nizier-le-Bouchoux és Varennes-Saint-Sauveur községekkel határos.

## Népesség
A település népességének változása:
| Lakosok száma | 640  | 550  | 502  | 497  | 668  | 663  | 664  | 689  | 702  | 704  |
|               | 1968 | 1982 | 1990 | 2006 | 2013 | 2015 | 2017 | 2019 | 2020 | 2022 |